# Seisdon
Seisdon – wieś w hrabstwie Staffordshire, położona około 9,5 km (6 mil) na zachód od Wolverhampton.

## Etymologia
Nazwa wydaje się oznaczać "wzgórze Sasów", co sugeruje, że nadano ją pierwotnie, gdy na tej ziemi żyli ludzie, zarówno anglosaskiej jak i celtyckiej grupy etnicznej lub kulturowej. Zgadza się to także z innymi lokalnymi toponimami, na przykład, Penn, którego nazwa wydaje się być pochodzenia walijskiego.

## Historia
Nazwa wsi sugeruje jej początek w dość wczesnym okresie anglosaskim. Domesday Book podaje znaczną ilość informacji na temat własności gruntów w secinie Seisdon. Od 1894 do 1974 r. istniał tu okręg wiejski (Seisdon Rural District).

## Znani ludzie
- Mark Speight – prezenter telewizyjny i aktor; urodził się tutaj w 1965 roku.